# Weinberge zwischen Rüdesheim und Lorchhausen
Weinberge zwischen Rüdesheim und Lorchhausen este o arie protejată (arie de protecție specială avifaunistică — SPA) din Germania întinsă pe o suprafață de 845,28 ha, integral pe uscat.

## Localizare
Centrul sitului Weinberge zwischen Rüdesheim und Lorchhausen este situat la coordonatele 50°03′22″N 7°47′46″E / 50.0561°N 7.7961°E.

## Înființare
Situl Weinberge zwischen Rüdesheim und Lorchhausen a fost declarat arie de protecție specială avifaunistică în noiembrie 2004 pentru a proteja 14 specii de animale.

## Biodiversitate
Situată în ecoregiunea continentală, aria protejată nu include niciun habitat protejat.
La baza desemnării sitului se află mai multe specii protejate de  păsări (14): fâsă de pădure (Anthus trivialis), ciocănitoarea de stejar (Dendrocopos medius), presură de munte (Emberiza cia), presură bărboasă (Emberiza cirlus), Falco peregrinus peregrinus, șoimul rândunelelor (Falco subbuteo), Hippolais polyglotta, capîntortură (Jynx torquilla), sfrâncioc roșiatic (Lanius collurio), ciocârlie de pădure (Lullula arborea), pietrar sur (Oenanthe oenanthe), codroșul de pădure (Phoenicurus phoenicurus), ciocănitoare verzuie (Picus canus), mărăcinar (Saxicola rubetra).